# John Moffatt
Albert John Moffatt, född 24 september 1922 i Badby, Northamptonshire, död 10 september 2012 i London, var en brittisk skådespelare och dramatiker.

## Rollista i urval
- 1958 – Titanics undergång
- 1963 – Tom Jones
- 1970 – Julius Caesar
- 1974 – Mordet på Orientexpressen
- 1979 – S.O.S. Titanic
- 1982 – Brittiska sjukan
- 1984 – Liket i biblioteket (TV-film)
- 1987 – Prick Up Your Ears